# Antonio Silio
Antonio Fabián Silio Alaguibe (Nogoyá, Entre Ríos, Argentina, 9 de mayo de 1966) es un corredor de larga distancia argentino retirado. Antonio posee actualmente los records argentinos en las pruebas de 5.000 m, 10.000 m, 10 km (ruta), 15 km (ruta), Media maratón, 25 km (ruta) y 30 km (ruta). Recibió en 1990 el Diploma al Mérito Konex, y en 2000 el Premio Konex de Platino como el atleta más importante de la década en Argentina.

## Carrera
Previo a su carrera como corredor de pista y ruta, compitió en cross country y ganó varias medallas en los Campeonatos Sudamericanos de Cross Country:
- En 1987 ganó una medalla de plata.
- En 1988 ganó una medalla de oro.
- En 1989 ganó una medalla de bronce.

Antonio ganó la medalla de bronce en los 5.000 metros en los Juegos Panamericanos de 1991 en La Habana (Cuba) y cuatro años después, ganó la edición de 1995 del Maratón de Hamburgo registrando un tiempo de 2:09:57, plusmarca argentina de maratón hasta 2021.

## Marcas Personales
| Prueba        | Marca    | Lugar                 | Fecha                    |
| ------------- | -------- | --------------------- | ------------------------ |
| 3.000 m       | 7:50.15  | Jerez, España         | 3 de septiembre de 1990  |
| 5.000 m       | 13:19.64 | Roma, Italia          | 17 de julio de 1991      |
| 10.000 m      | 27:38.72 | Bruselas, Bélgica     | 3 de septiembre de 1993  |
| 10 km (ruta)  | 27:52    | Copenhague, Dinamarca | 19 de agosto de 1990     |
| 15 km (ruta)  | 42:59    | Uster, Suiza          | 27 de septiembre de 1998 |
| Media maratón | 1:00:45  | Uster, Suiza          | 27 de septiembre de 1998 |
| 25 km (ruta)  | 1:16:13  | Ōtsu, Japón           | 3 de marzo de 1996       |
| 30 km (ruta)  | 1:31:30  | Ōtsu, Japón           | 3 de marzo de 1996       |
| Maratón       | 2:09:57  | Hamburgo, Alemania    | 30 de abril de 1995      |

## Logros
Representando a la Argentina, Antonio obtuvo los siguientes logros internacionales:
| Año  | Competencia                         | Lugar                    | Posición | Prueba        |
| ---- | ----------------------------------- | ------------------------ | -------- | ------------- |
| 1986 | Juegos Sudamericanos                | Santiago de Chile, Chile | 3°       | 5.000 m       |
| 1992 | Campeonato Mundial de Media Maratón | Newcastle, Reino Unido   | 2°       | Media maratón |
| 1995 | Maratón de Hamburgo                 | Hamburgo, Alemania       | 1°       | Maratón       |
| 1996 | Juegos Olímpicos                    | Atlanta, Estados Unidos  | DNF      | Maratón       |